# Conchodytes monodactylus
Conchodytes monodactylus är en kräftdjursart som beskrevs av Lipke Bijdeley Holthuis 1952. Conchodytes monodactylus ingår i släktet Conchodytes och familjen Palaemonidae. Inga underarter finns listade i Catalogue of Life.